# Xanthopimpla pachymera
Xanthopimpla pachymera är en stekelart som beskrevs av Krieger 1915. Xanthopimpla pachymera ingår i släktet Xanthopimpla och familjen brokparasitsteklar. Inga underarter finns listade i Catalogue of Life.